# Vincent II de Mantoue
 (janvier 2022).
Si vous disposez d'ouvrages ou d'articles de référence ou si vous connaissez des sites web de qualité traitant du thème abordé ici, merci de compléter l'article en donnant les références utiles à sa vérifiabilité et en les liant à la section « Notes et références ».
Vincent II Gonzague (en italien : Vincenzo II Gonzaga) est un noble italien né le 8 février 1594 à Mantoue et mort le 26 décembre 1627 dans la même ville. Il est le septième duc de Mantoue et le cinquième duc de Montferrat de 1626 à 1627.

## Biographie
Vincent est le plus jeune fils de Vincent Ier de Mantoue et d'Éléonore de Médicis. L'usage voulant que le puîné d'une famille se consacre à l'Église alors que l'aîné reprend les rênes du pouvoir paternel, Vincent, benjamin de la famille se retrouve dans la position de second après le décès du frère aîné, François et la reprise du pouvoir par le second, Ferdinand. Il est donc voué à la carrière ecclésiastique et est créé cardinal le 2 décembre 1615 par le pape Paul V.
Cependant Isabelle de Novellara (1576-1627), fille d'Alfonso de Novellara et de Vittoria de Capoue, veuve, depuis 1605, de Ferrante de Gazzuolo et mère, entre autres, de Scipion Ier (1595-1670), prince de Bozzolo et duc de Sabbioneta, lui fait changer d'idée. Vincent l'épouse secrètement, en 1617, après avoir renoncer à la pourpre cardinalice sur les instances du pape. Toutefois, le mariage n'est pas heureux, le couple ne peut avoir d'enfants et Vincent, inquiet de sa descendance veut faire annuler le mariage et essaye même de supprimer son épouse en l'empoisonnant.
En 1626, à la mort de son frère aîné, Ferdinand, il lui succède comme duc de Mantoue et de Montferrat.
Âgé de seulement trente ans mais d'une santé déjà chancelante, il est en ligne de mire de quasiment toute l'Europe qui convoite sa succession. Dans la tourmente de la guerre de Trente Ans qui a des relents d'affrontement entre gibelins (impériaux) et guelfes (papaux), deux partis vont se retrouver face à face. D'un côté, il y a le camp austro-espagnol de l'empereur Ferdinand II et du roi d'Espagne Philippe IV, alliés au duc de Savoie Charles-Emmanuel Ier fort intéressé par le Montferrat qui vont soutenir les Gonzague de Guastalla, le duc Ferdinand II et son fils César. De l'autre côté, le pape Urbain VIII et le roi de France Louis XIII favorisent la branche « française » des Gonzague de Nevers, descendants de Louis IV de Nevers, un grand-oncle de Vincent.

Initialement plus attiré par le parti italien, Vincent opte pour le parti français après avoir appris que Ferdinand II de Guastalla avait fait entrer des hommes armés dans Mantoue. Pour sceller le « marché » de la succession de Charles III de Nevers et Rethel, chef de lignée, il organise le mariage de sa nièce Marie de Mantoue, fille de son frère François IV avec Charles, petit-fils de Louis IV et dernier fils survivant de Charles III de Nevers.

Les noces ont lieu le 26 décembre 1627 et Vincent meurt le jour même, âgé de trente-trois ans, quelques heures après la célébration.
Le décès de Vincent II va amener le tourbillon de la guerre de Trente Ans dans le nord de l'Italie dans ce qu'on appellera la guerre de succession de Mantoue qui durera de 1628 à 1631 et sera ponctuée par le traité de Cherasco qui confirmera la succession du chef de lignée qui deviendra Charles Ier de Mantoue.
Le nom de Vincent II reste associé à la négociation de la vente du patrimoine artistique de la famille qu'il entreprit par l'intermédiaire de Daniel Nijs avec Charles Ier d'Angleterre pour un montant de 80 000 livres sterling, et que Charles Ier dut réaliser en 1628-1629. Cette vente, qui fit scandale, fut en quelque sorte un moindre mal, car le reste du patrimoine fut totalement mis à sac lorsque les troupes impériales s'emparèrent de Mantoue en 1630.